# Agnetenklooster (Tongeren)
Het Agnetenklooster is een 15e-eeuws klooster ten noorden van het Sint-Catharinabegijnhof in Tongeren. Het domein werd aan de kloosterorde geschonken door Johanna van Repen. Het oorspronkelijk aan Sint-Agnes toegewijde complex deed lange tijd dienst als klooster voor de agnetenzusters. 

## Geschiedenis

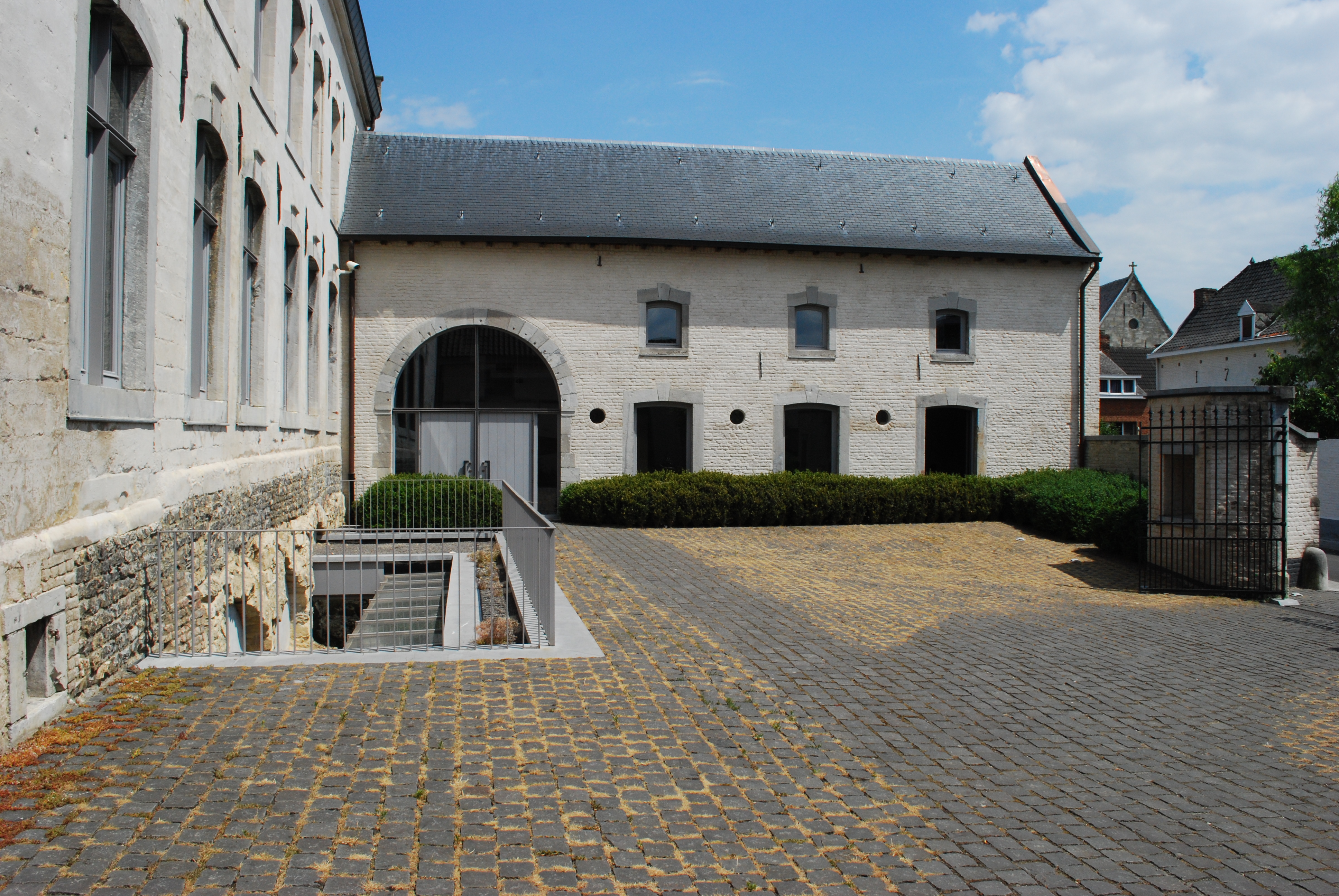
Zuidvleugel van het Agnetenklooster

Omstreeks 1421 vestigde de kloosterorde zich op het ommuurde domein, de eerste jaren was het klooster beperkt tot één woonhuis. In 1434 werd het voor het eerst uitgebreid, van de prins-bisschop kreeg men namelijk de toestemming om een kapel te bouwen. De overleden zusters konden begraven worden in een grafkelder onder deze kapel, andere leken verbonden met het klooster konden begraven worden op een kerkhof naast de kapel.
Aan het begin van de 16e eeuw werd het Agnetenklooster getroffen door een brand. De heropbouw begon pas in 1550, de oudste delen van het klooster dateren uit deze periode en werden heropgebouwd in een laatgotische stijl.

In de 17e eeuw kende het kloostercomplex een groei en werd besloten om het domein in Maasstijl uit te breiden. Doordat de kloosterlingen de Franse soldaten zouden hebben omgekocht is het complex gespaard gebleven bij de Grote Brand van Tongeren in 1677. 
In de 18e eeuw verloor het klooster zijn functie onder het Franse bewind. Het klooster werd omgevormd tot een hoeve. De laatgotische kapel werd afgebroken, zodat vandaag nog enkel de grafkelder en de funderingen overblijven. In 1927 kocht de stad Tongeren het gebouw om er vanaf 1927 noodwoningen in te richten.
Nadien ging de toestand van het Agnetenklooster achteruit door leegstand en verkrotting. Na bescherming van de gebouwen als monument in 1981 kwam er een einde aan het verval. 
De Vlaamse gemeenschap kocht het klooster in 2001 met het oog op een volledige restauratie en de inrichting als  kantoorruimte voor het Agentschap Jongerenwelzijn. De vroegere zomerrefter met een monumentaal mergelstenen tongewelf werd ingericht als polyvalente zaal. De buitenruimtes en de kapelruïne zijn ingericht als een publiek toegankelijk stadsparkje.  

## Architectuur
Door de woelige geschiedenis van het kloostercomplex is er een verscheidenheid aan bouwstijlen aanwezig.

### Noordvleugel
Deze vleugel kent twee contrasterende gevels, de gevel aan de straatzijde is een blinde muur gebouwd op een lage sokkel van silex. De gevel aan de kloostertuin dateert uit 1663 en is gebouwd in Maasstijl. In deze vleugel bevond zich ook de toegangspoort naar het klooster, deze poort werd de Schel- of Bellepoort genoemd.

### Middenvleugel
De middenvleugel staat dwars op de noord- en zuidvleugel en werd gebouwd tijdens de heropbouw van 1550. Het gebouw is volledig opgetrokken uit mergelzandsteen, de top van de gevel is een oude traditionele trapgevel. Het gebouw werd vele malen verbouwd, zo heeft de noordgevel zijn laatgotische gevel weten te bewaren, de zuidgevel werd in de 18de eeuw verbouwd in een classicistische stijl met de terugkerende brede arduinen omlijstingen.

### Zuidvleugel
De zuidvleugel was de laatste uitbreiding van het complex en dateert uit de 17e eeuw. Het gebouw werd opgetrokken in Maasstijl. Typisch voor deze stijl zijn de brede arduinen omlijstingen van ramen en deuren. Nadat het klooster zijn functie verloor werd het in de 19e eeuw omgebouwd tot koetshuis met bijhorende paardenstallen. In het begin van de 20e eeuw werd de zuidvleugel verder opgedeeld in kleine woningen.